# Joseph Friedrich Schelling
Joseph Friedrich Schelling (* 13. August 1737 in Unterweissach; † 5. Oktober 1812 in Maulbronn) war ein evangelischer Geistlicher, Orientalist, und Vater des Philosophen Friedrich Wilhelm Joseph Schelling.

## Leben
Josef Schelling, der Vater von Joseph Friedrich Schelling, war Pfarrer bei Backnang, verstarb aber bereits 1738 in Wildbad. Schelling sollte Theologie studieren und besuchte in den Jahren 1752 bis 1756 die Klosterschulen zu Herbrechtingen, Denkendorf und Maulbronn, dann von 1756 bis 1758 das Stipendium in Tübingen, das er mit dem Grad eines Magisters abschloss. Fortan verband ihn ein besonderes Interesse mit den morgenländischen Sprachen. Eine Studienreise nach Abschluss des Studiums ist nicht belegt, auch Informationen über sein weiteres Leben und seine Lehrtätigkeit sind nur wenige auffindbar.
1766 wurde er Repetent in Tübingen, später Stadtvikar in Stuttgart und zugleich Hofmeister in der Familie des Hofpredigers Johann Christian Storr, wo er auch mit Gottliebin Marie Cleß (1746–1818), der Tochter des Stuttgarter Stadtpfarrers Wilhelm Jeremias Cleß und der Regina Dorothea Rieger, Tochter des Georg Konrad Rieger, seine Frau kennenlernte. Die Trauung fand am 12. November 1771 in Stuttgart statt. Von 1771 bis 1777 war er als Nachfolger des abgesetzten Gottlob Christoph Paulus Diakon in Leonberg, dann von 1777 bis 1791 Professor an der Klosterschule in Bebenhausen, 1791 wurde er Dekan in Schorndorf, 1801 Prälat in Murrhardt, 1807 Prälat und Generalsuperintendent in Maulbronn.
Theologisch stand er den ein intensives Bibelstudium betreibenden Kreisen um Johann Albrecht Bengel nahe, dessen apokalyptische Anschauungen der nüchterne Schelling jedoch nicht teilte. Unverkennbar in den Schriften Schellings ist die historisch-kritisch Herangehensweise Bengels. Schelling war mit der klassischen Literatur vertraut und beherrschte die arabische, syrische und hebräische Sprache. Er galt als guter Beobachter und einflussreicher Lehrer am Seminar. Zu seinen Schülern gehörten neben seinem Sohn Friedrich Wilhelm auch Georg Christian Storr, Johann Friedrich Gaab, Heinrich Paulus, der Sohn seines Vorgängers in Leonberg, und vor allem Christian Friedrich Schnurrer. In Württemberg gehörte er zu den Ersten, die die philologischen und hermeneutischen Grundsätze von Michaelis vertraten. Über sein Leben während der Kriegsereignisse um die Jahrhundertwende und seine seinerzeitige Tätigkeit in Staat und Kirche in Württemberg in dieser Zeit ist nichts bekannt geworden. Schelling starb an einer Unterleibsentzündung.
Aus der glücklichen Ehe mit seiner Frau gingen neben dem zweitältesten Sohn, dem Philosophen Friedrich Wilhelm Joseph Schelling, eine Tochter namens Beate Johanna (* 28. Dezember 1776) und die Söhne Gottlieb Heinrich (* 21. Juni 1778; † vor 1812), Offizier in österreichischen Diensten, August Ludwig (* 17. März 1781 in Bebenhausen; † 1860 in Stuttgart), Dekan in Marbach, und Karl Eberhard (* 10. Januar 1783; † 9. Mai 1855 in Stuttgart), Arzt und Obermedizinalrat, hervor. Zwei weitere Söhne, Johann Heinrich (1773–1777) und Gottfried Ludwig (1789–1790), verstarben schon im Kindesalter.
Von seinem zweitältesten Sohn ist die Briefkorrespondenz mit den Eltern erhalten, er wurde von seinem Vater am 26. Juni 1803 in Murrhardt getraut, seine Ehefrau Caroline Schelling verstarb bereits am 7. September 1809 im Haus der Schwiegereltern und wurde in Maulbronn beigesetzt.

## Werke (Auswahl)
Schelling war Mitarbeiter an den württembergischen Summarien und in Eichhorn, Repertorium für biblische und morgenländische Litteratur, Teil 10, 1782 und Teil 17, 1785 erschien je ein Aufsatz von ihm.
- De simplicibus eorumque diversis speciebus, Dissertation, Tübingen 1758
- An ex vaticiniis Veteris Testamenti probari possit quaedam generalis Judeorum conversio, Dissertation, Tübingen 1761
- Abhandlungen von dem Gebrauch der arabischen Sprache. Stuttgart 1771.
- Descriptio codicis manuscripti hebraeobiblici in bibliotheca consistorii Wirtenbergici, (Cod. Bibl. Fol. N. 1 der öffentlichen Bibliothek zu Stuttgart) Stuttgart 1775
- Animadversiones in loca difficiliora Jesaiae, Studie, Lips. 1799